# Verena Oesterhelt
Verena Oesterhelt (* 1971 in München) ist eine deutsche Sportpädagogin und Hochschullehrerin.

## Leben
Oesterhelt studierte an der Technischen Universität München und an der Ludwig-Maximilians-Universität München Englisch und Sport für das Lehramt an Gymnasien. Zwischen 2000 und 2005 war sie als wissenschaftliche Mitarbeiterin an der Universität Augsburg tätig und schloss dort 2004 gleichzeitig ein Magisterstudium in den Fächern Sportwissenschaft, Psychologie und Pädagogik ab. Ihr zweites Staatsexamen für das Lehramt bestand Oesterhelt im Jahr 2007.
Im Zeitraum 2008 bis 2014 war sie wissenschaftliche Mitarbeiterin an den Universitäten Augsburg, Mainz, Jena und Kiel. Ihre Doktorarbeit (Titel der Schrift: „Von normativen Setzungen zu empirischer Fundierung in der Sportpädagogik: aktueller Diskussionsstand und Einzelstudien zu Lehrerbildung und Schulsport“) schloss sie 2012 an der Friedrich-Schiller-Universität Jena ab. An derselben Hochschule hatte Oesterhelt 2013 eine Vertretungsprofessur für Sportpädagogik inne. 2014 und 2015 war sie als Dozentin an der Fachhochschule Nordwestschweiz sowie von 2015 bis 2019 als Assistenzprofessorin für Sportdidaktik an der Paris-Lodron-Universität Salzburg tätig. 2019 trat sie an der Justus-Liebig-Universität Gießen eine Professur für Sportwissenschaft mit Schwerpunkt Sportdidaktik an. Die Hauptbeschäftigungsfelder ihrer wissenschaftlichen Arbeit liegen in den Themenbereichen Lehren und Lernen mit Sportbezug, in Fragestellungen der Unterrichtsentwicklung sowie in der Fortbildung von Lehrkräften.
2021 wurde sie mit dem Ars legendi-Fakultätenpreis Sportwissenschaft ausgezeichnet.